# Departamento de Cultura, Medios de Comunicación y Deporte (Reino Unido)
El Ministerio de Cultura, Medios de Comunicación y Deporte del Reino Unido es el actual departamento ministerial con competencias en la  cultura, los medios de comunicación y deportes en el Reino Unido. Su titular es Nicky Morgan.

## Enlaces externos

Armas del Gobierno de su Majestad